# Hauts de Meuse
Les Hauts de Meuse sont un site naturel ayant un territoire complexe éclaté situé entre Toul et Saint-Mihiel, majoritairement dans la Meuse (94,7 %) mais aussi en Meurthe-et-Moselle (5,3 %).

## Situation
Le site Natura 2000 comprend 850 ha sur un ensemble de 19 communes localisées dans les :
- communauté de communes du Toulois ;
- communauté de communes du Pays de Commercy ;
- communauté de communes de Void ;
- communauté de communes Côtes de Meuse - Woëvre ;
- communauté de communes du Sammiellois.

### Communes
1. Apremont-la-Forêt
2. Boucq
3. Buxières-sous-les-Côtes
4. Euville
5. Frémeréville-sous-les-Côtes
6. Geville
7. Girauvoisin
8. Han-sur-Meuse
9. Lamorville
10. Loupmont
11. Maizey
12. Mécrin
13. Saint-Mihiel
14. Sorcy-Saint-Martin
15. Troussey
16. Valbois
17. Varnéville
18. Vigneulles-lès-Hattonchâtel
19. Vignot

### Topographie
Situés sur les revers des côtes de Meuse, les Hauts de Meuse sont bordés par la plaine de Woëvre à l’est et la vallée de la Meuse à l’ouest. L'ensemble est incliné vers l'ouest et souvent boisé en hêtraie calcicole avec une altitude généralement comprise entre 350 et 400 mètres.

### Climat
Le climat est de type semi-continental avec influences océaniques caractéristique de la Lorraine, néanmoins de violents vents soufflent sur l'ouest des côtes.

## Histoire du site
Les Hauts de Meuse ont été un point stratégique et lieu de violents combats durant la Première Guerre mondiale, altérant durablement l'aspect du site.

## Faune et flore

### Faune
6 espèces de chiroptères de l’annexe II de la Directive Habitat Faune Flore existent dans le site Natura 2000. L’Écrevisse à pied blanc, le Triton crêté et le Sonneur à ventre jaune y sont également répertoriés.

### Flore
Le climat et le sol perméable permettent la prolifération d'essences variées d'arbres : chênes, charmes, érables, frênes, merisiers, alisiers...
27 espèces remarquables d'espèces végétales sont présentes, dont 9 sont protégées par la réglementation.

## Intérêt touristique et pédagogique
Le sentier de grande randonnée de Pays des Hauts de Meuse forme une boucle qui commence à Bonzée d'une longueur totale de 95 kilomètres.